# Lepidostoma apornum
Lepidostoma apornum är en nattsländeart som beskrevs av Donald G. Denning 1949. Lepidostoma apornum ingår i släktet Lepidostoma och familjen kantrörsnattsländor. Inga underarter finns listade i Catalogue of Life.